# Mahommedella
Mahommedella is een geslacht van vlinders uit de familie van de Houtboorders (Cossidae). De wetenschappelijke naam en de beschrijving van dit geslacht zijn voor het eerst gepubliceerd in 2011 door Roman Viktorovitsj Jakovlev.

## Soorten
- Mahomedella hoggarensis Yakovlev, Prozorov, Traore, Sulak & Müller, 2023[1]
- Mahommedella rungsi (Daniel & Witt, 1974)